# Пабьянице
Пабьяни́це (пол. Pabianice, МФА (пол.): [pabʲaˈɲitsɛ]) — город в Лодзинском воеводстве, в Пабяницком повяте, недалеко (около 3 км) от центра воеводства — Лодзи. Второй по населению город Лодзинской агломерации и третий по населению после Лодзи и Пётркув-Трыбунальски, входит в состав Союза Городов Польских.

## География
Площадь города составляет 32,98 км².
Расположен среди обширных лесов, из которых берёт начало река Нер.

## Демография
По данным на 2007 года население составляло 69 842 жителя.

## История
Основан в X веке, статус города получил около 1350 года.
Благодаря этим лесам П. исстари представлял все удобства для охоты и короли польские приезжали сюда для отдыха (pobawic się, откуда, по преданию, произошло древнее название города Pobawianice).
В конце XIX — начале XX века — заштатный город Лаского уезда Петроковской губернии. В 1896 году в городе было 20 125 чел. (9672 мужчины и 10 453 женщины):
- православных — 42,
- католиков — 11 696,
- протестантов — 3968,
- евреев — 4292,
- прочих исповеданий — 127.

Костёл, синагога, богадельня, 2 училища, фабрики: шерстонабивная, суконная, писчебумажная и фабрики земледельческих орудий.
Доходы города (1895) — 16 450 руб., расходы 12 270 руб., в том числе: на городское управление 5750 р., на благотворительные учреждения 850 руб.

## Города-побратимы
Городами-побратимами Пабьяниц являются:
- Рокишкис, (Литва),
- Прато, (Италия),
- Плауэн, (Германия).

В 2022 году Пабьянице прекратило сотрудничество с российским городом Гусев из-за вторжения России на Украину

## Достопримечательности, памятные места
Собор Святых Петра и Павла, входит в список зданий в качестве памятника архитектуры в польском реестре памятников наследия (№ 64-IV-12 от 23 марта 1948 года и A/45 от 29 августа 1967 года).

## Галерея

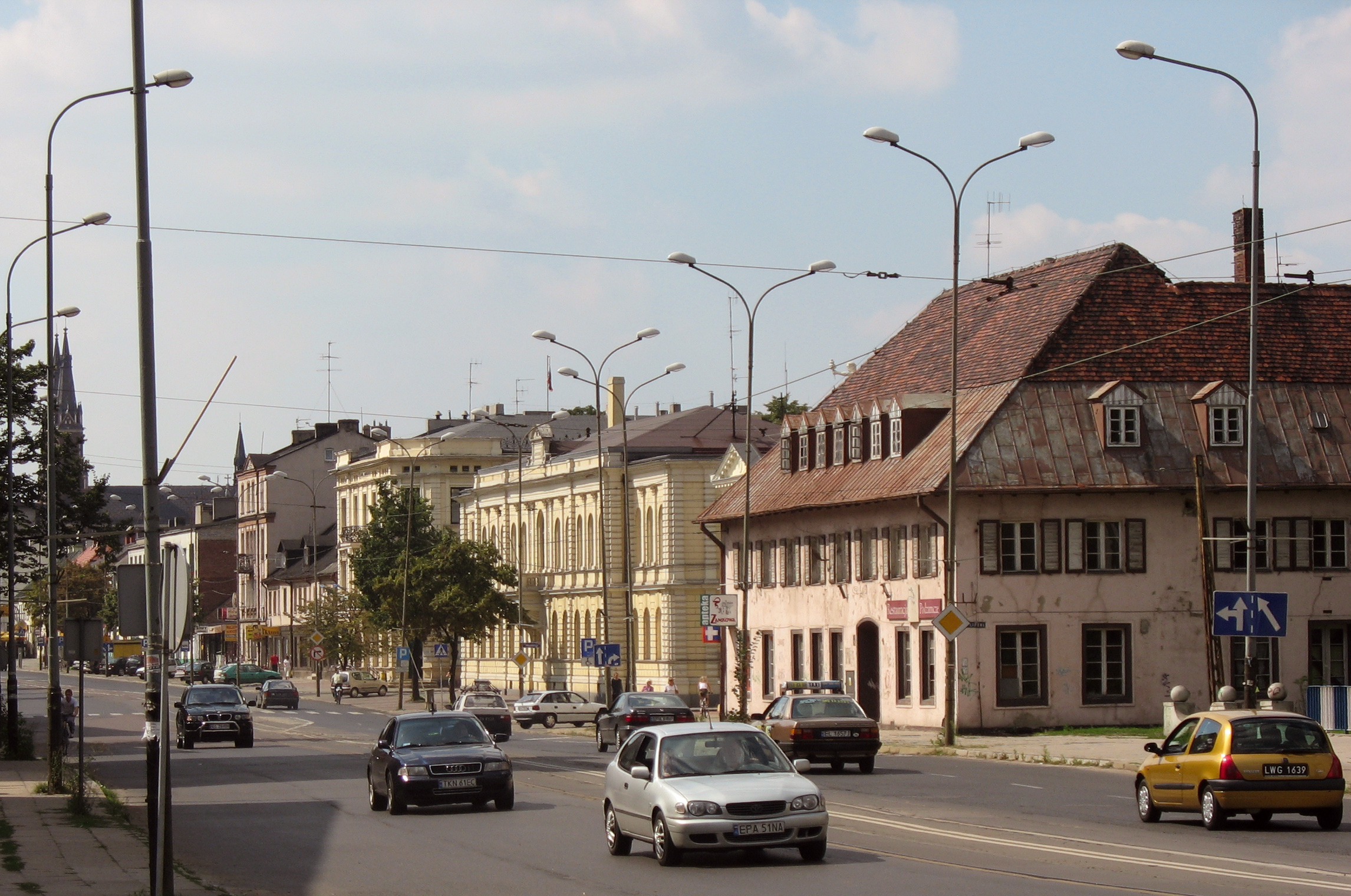
Пабьянице — центр города
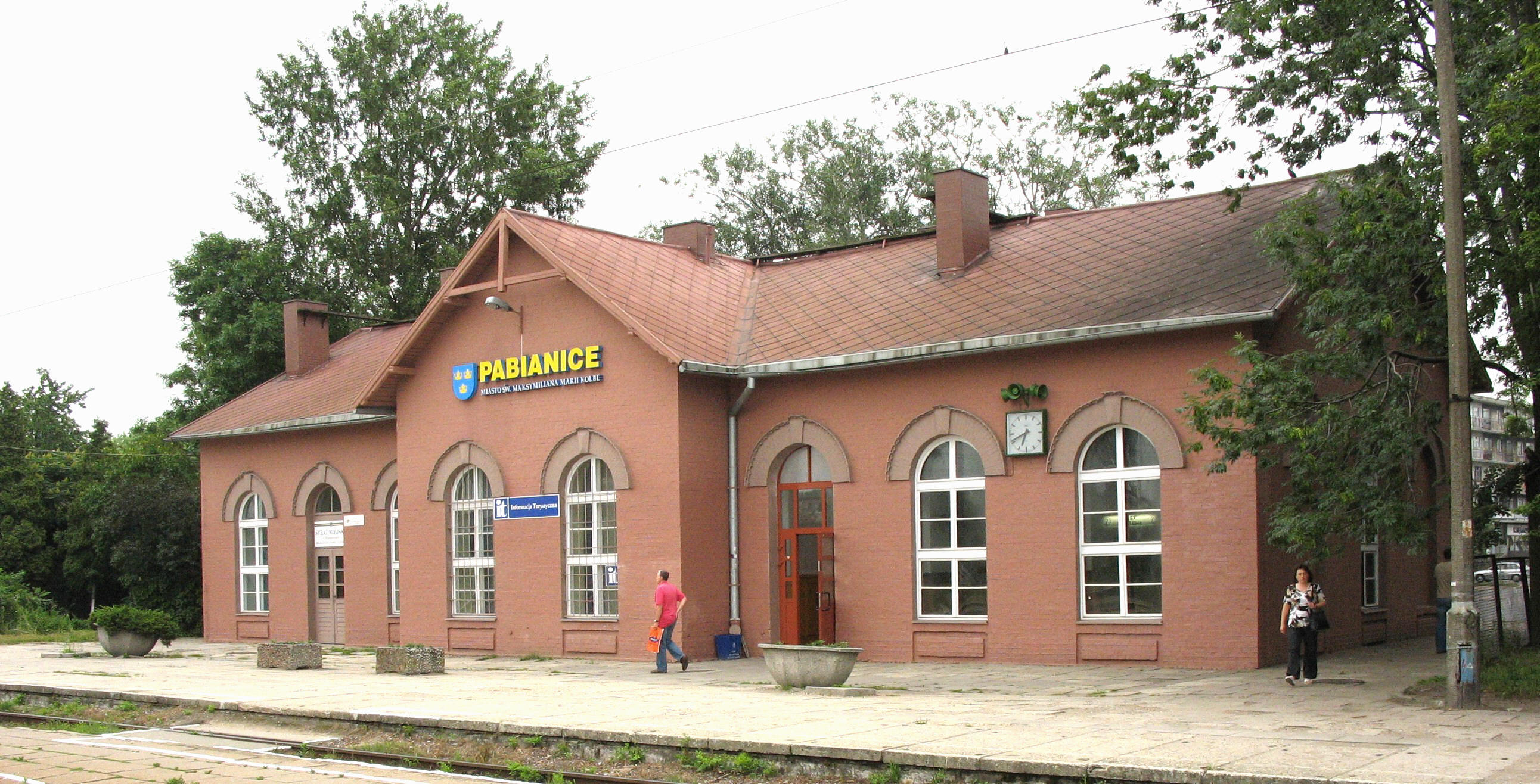
Вокзал